# آراوسی (روسیه در المپیک تابستانی ۲۰۲۰)
پیش از تصمیم سازمان جهانی مبارزه با دوپینگ (WADA) ، انتظار می‌رفت روسیه در بازی‌های المپیک تابستانی ۲۰۲۰ توکیو شرکت کند
که اکنون از ۲۳ ژوئیه تا ۸ اوت ۲۰۲۱ به دلیل شیوع و دنیاگیری کووید-۱۹ برگزار می‌شود. در این صورت این هفتمین حضور متوالی این کشور در بازی‌های المپیک تابستانی به عنوان یک کشور مستقل بود. اما ورزشکاران روسی در المپیک توکیو به دلیل محرومیت چهار ساله نه با نام کمیته المپیک روسیه بلکه با استفاده از نام مخفف ROC در رویدادها و مسابقات شرکت می‌کنند. در تمام نمایش‌های عمومی نام شرکت کنندگان باید از عنوان اختصاری ROC استفاده شود.

## شرکت‌کنندگان
| ورزش              | مرد | زن  | مجموع |
| ----------------- | --- | --- | ----- |
| تیراندازی با کمان | ۱   | ۳   | ۴     |
| شنای موزون        | —   | ۸   | ۸     |
| دو و میدانی       | ۶   | ۴   | ۱۰    |
| بدمینتون          | ۳   | ۱   | ۴     |
| بسکتبال           | ۴   | ۴   | ۸     |
| بوکس              | ۷   | ۴   | ۱۱    |
| قایقرانی          | ۹   | ۸   | ۱۷    |
| دوچرخه‌سواری       | ۹   | ۹   | ۱۸    |
| شیرجه             | ۴   | ۳   | ۷     |
| سوارکاری          | ۲   | ۳   | ۵     |
| هندبال            | ۱۲  | ۱۱  | ۲۳    |
| ژیمناستیک         | ۸   | ۱۵  | ۲۳    |
| هندبال            | ۰   | ۱۴  | ۱۴    |
| جودو              | ۷   | ۶   | ۱۳    |
| کاراته            | ۰   | ۱   | ۱     |
| پنج‌گانه مدرن      | ۱   | ۲   | ۳     |
| روئینگ            | ۳   | ۷   | ۱۰    |
| راگبی ۷ نفره      | ۰   | ۱۲  | ۱۲    |
| قایقرانی بادبانی  | ۴   | ۲   | ۶     |
| تیراندازی         | ۸   | ۹   | ۱۷    |
| سنگ‌نوردی          | ۱   | ۲   | ۳     |
| شنا               | ۲۱  | ۱۵  | ۳۶    |
| تنیس روی میز      | ۱   | ۲   | ۳     |
| تکواندو           | ۳   | ۱   | ۴     |
| تنیس              | ۴   | ۴   | ۸     |
| سه‌گانه            | ۲   | ۲   | ۴     |
| والیبال           | ۱۶  | ۱۴  | ۳۰    |
| واترپلو           | ۰   | ۱۲  | ۱۲    |
| وزنه‌برداری        | ۱   | ۱   | ۲     |
| کشتی              | ۱۱  | ۶   | ۱۷    |
| مجموع             | ۱۴۸ | ۱۸۵ | ۳۳۳   |